# 1,039/Smoothed Out Slappy Hours
1,039/Smoothed Out Slappy Hours — сборник ранних песен американской панк-рок-группы Green Day, вышедший в 1991 году.

## Об альбоме
Часто этот альбом считается первым альбомом группы. Их первый альбом был 39/Smooth; 1,039/Smoothed Out Slappy Hours включает в себя песни из него и двух мини-альбомов, выпущенных группой в 89-90-е гг (Slappy и 1,000 Hours). Из названий этих трёх альбомов и было составлено «1,039/Smoothed Out Slappy Hours»
1,039/Smoothed Out Slappy Hours был переиздан в 2004. На август 2010 года в США было продано 632 000 копий 1,039/Smoothed Out Slappy Hours.
Хотя этот альбом первоначально был выпущен в звукозаписывающей компании Lookout! Records, в августе 2005 года, Green Day забрала права на альбом у Lookout! Records по причине невыплаты гонорара. Альбом был выпущен в составе бокс-сета «Studio Albums 1990—2009». В Европе альбом был издан Epitaph Records, и до сих пор находится в продаже.
Обложку сборнику рисовал Джесси Майклз из группы Operation Ivy.

## Список композиций
Музыка Green Day, слова Билли Джо Армстронга (кроме «Knowledge» и «I Was There»)
1. «At the Library» — 2:28
2. «Don’t Leave Me» — 2:39
3. «I Was There» (Джон Киффмейер) — 3:36
4. «Disappearing Boy» — 2:52
5. «Green Day» — 3:29
6. «Going to Pasalacqua» — 3:31
7. «16» — 3:24
8. «Road to Acceptance» — 3:36
9. «Rest» — 3:06
10. «The Judge’s Daughter» — 2:35
11. «Paper Lanterns» — 2:25
12. «Why Do You Want Him?» — 2:33
13. «409 in Your Coffeemaker» — 2:54
14. «Knowledge» (Джесси Майклз) — 2:20
15. «1,000 Hours» — 2:26
16. «Dry Ice» — 3:45
17. «Only of You» — 2:46
18. «The One I Want» — 3:01
19. «I Want to be Alone» — 3:09

## Участники записи
- Билли Джо Армстронг — вокалист, гитара
- Майк Дёрнт — бас-гитара, бэк-вокал
- Джон Киффмейер — барабаны, лирика